# Austin Mahone
Pour les articles homonymes, voir Mahone.
Austin Mahone (de son nom complet Austin Harris Mahone) est un auteur-compositeur-interprète, danseur, musicien et acteur américain, né le 4 avril 1996 à San Antonio, au Texas. Il s'est fait connaître grâce à ses nombreuses reprises postées sur YouTube.
Il commence à poster des vidéos sur YouTube pendant l'été 2010 avec son meilleur ami Alex Constancio. En 2011, sa popularité explose grâce à sa reprise de la chanson Mistletoe du chanteur Justin Bieber. Il est surnommé « Baby Bieber » en référence au chanteur canadien.
En août 2013, Austin Mahone rejoint le label Young Money Entertainment et sort son second EP (après Extended, sorti uniquement au Japon), intitulé The Secret, le 27 mai 2014.

## Biographie
Né à San Antonio, au Texas, Austin est le fils unique de Michele Lee Demyanovich et Charles Edgar Mahone ; son père s'est suicidé[réf. souhaitée] lorsqu'il avait 16 mois. Il a donc été élevé par sa mère. Il a des origines anglaises, allemandes, françaises et galloises du côté de son père, et slovaques et allemandes du côté de sa mère. Il a étudié au lycée Lady Bird Johnson High School, mais a dû continuer ses études par correspondance, à la suite de sa popularité croissante. Depuis l'âge de 16 ans, il vit à Miami, en Floride, avec sa mère.
Il se confie au magazine Attitude et révèle qu'il se faisait harceler pendant sa jeunesse. « On n’arrêtait pas de s’en prendre à moi à l’école. À cette période, je n’étais pas du tout populaire auprès des filles et j’ai même été victime plusieurs fois de harcèlement. Mais je n’ai rien fait pour me défendre, j’ai gardé ça pour moi, ce qui était une grosse erreur. Je pense que chaque personne qui passe par ce genre de situation doit en parler autour d’elle ».

## Carrière musicale

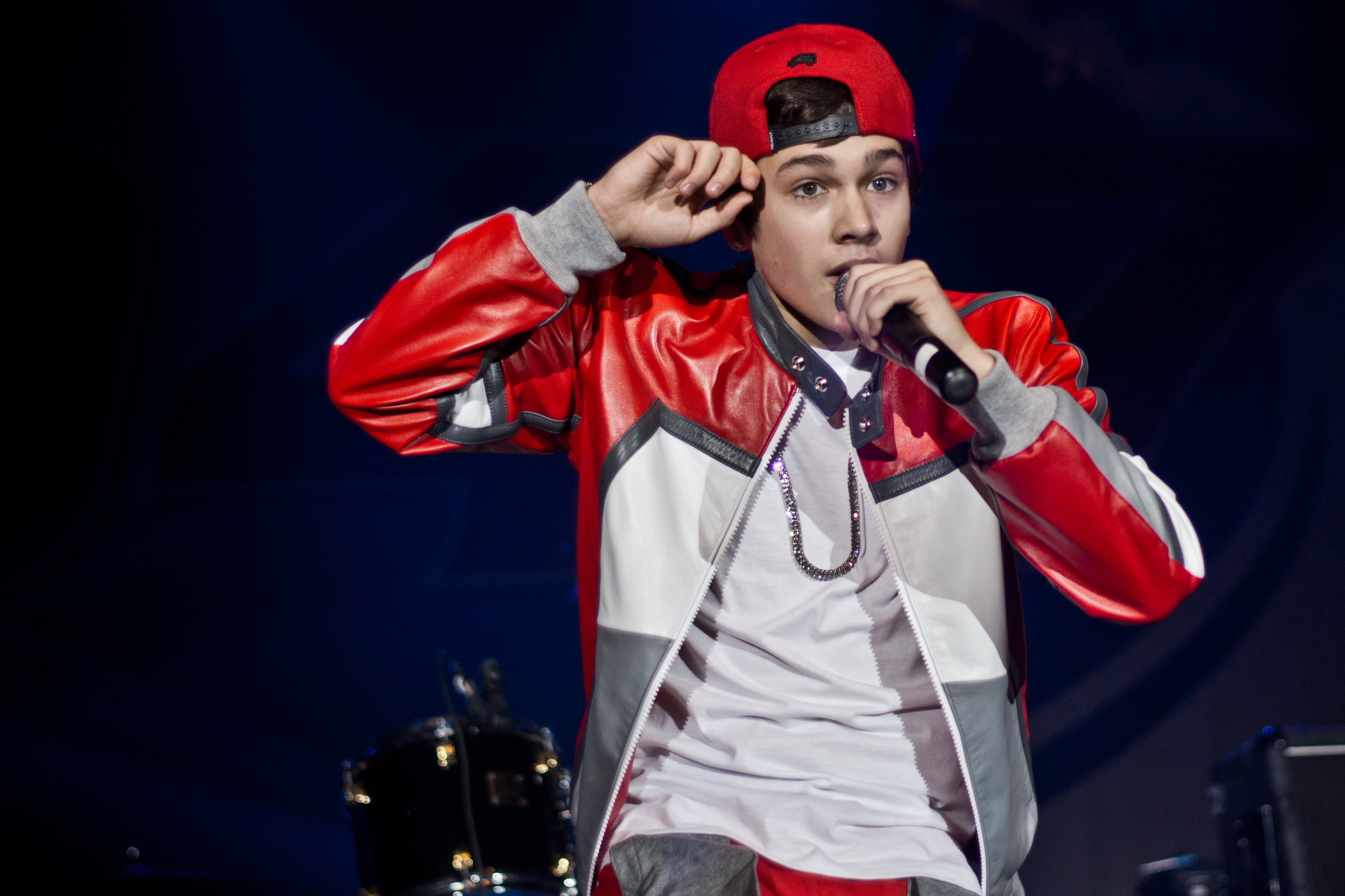
Austin Mahone en décembre 2012

En juin 2010, Austin Mahone commence à poster des vidéos de reprises musicales sur YouTube avec son ami Alex Constancio. Il fait des reprises de chanteurs connus tels que Bruno Mars et Justin Bieber.
En septembre 2011, Austin Mahone est placé no 38 au List of Billboard Social 50 number-one artists. En décembre 2011, il est placé no 28. Le 22 mai 2012, il participe au Q102's Springle Ball 2012 avec des chanteurs tels que Cody Simpson, Flo Rida, Carly Rae Jepsen, The Wanted, Enrique Iglesias, Calvin Harris ou Justin Bieber.
Il sort en 2012 un premier single intitulé 11:11. Le 5 juin 2012, il sort un deuxième single intitulé Say Somethin'. Le 16 juin 2012, Austin Mahone joue au B96 Pepsi SummerBash à Chicago. Le 22 juin 2012, il organise un concert à New York dont les places se sont vendues en moins de vingt minutes.
Son troisième single se nomme Say You're Just a Friend en duo avec Flo Rida. Heart In My Hand, son quatrième single est sorti en mars ou avril. Shawty Shawty est sorti en 2013. Son sixième single intitulé What About Love est sorti le 10 juin, son clip est réalisé par Colin Tilley.
La chanteuse Taylor Swift l'a choisi pour faire quelques premières parties, sur sa tournée « RED TOUR 2013 ». Il sera présent au Summer Tour 2013 de Bridgit Mendler en première partie en compagnie de Shane Harper des R5 et Carter Matthews. Le 23 juillet il fait partie de la bande originale de Les Schtroumpfs 2 avec sa chanson Magik 2.0 en featuring avec la chanteuse d'origine mexicaine Becky G.
Le 25 août 2013, il remporte le prix Artist To Watch aux MTV Video Music Awards.
Le 17 octobre 2013, il se fait hospitaliser à cause d'un caillot de sang. Quelques jours plus tard, il sort de l'hôpital et annonce qu'il doit reporter sa tournée Artist To Watch à février 2014.
Le 10 novembre 2013, il remporte le prix Best Push et Artist On The Rise aux MTV Europe Music Awards. À la même date, il sort son septième single Banga! Banga! extrait de son premier album prévu pour début 2014. En janvier 2014 il dévoile l’extrait de sa nouvelle chanson en featuring avec le rappeur Pitbull. Et, le 14 février 2014, il dévoile son nouveau single, intitulé U (Turn The Radio Up).
Le 4 avril 2014, il annonce sur les réseaux sociaux que son prochain album se nommera The Secret et qu'il sort le 27 mai. Il annonce aussi sa tournée de juillet à septembre 2014 avec en première partie les The Vamps et d'autres invités, tels que les Fifth Harmony, Shawn Mendes ou encore Alex Angelo.
Le 8 mai 2014, il dévoile son nouveau single All I Ever Need. Son premier album, The Secret, comporte huit chansons, dont Mmm Yeah en collaboration avec le rappeur cubano-américain Pitbull.
En fin d'année 2014, il sort son livre autobiographique, intitulé : Just How It Happened: My Official Story(paru en septembre aux États-Unis et en décembre en France).
Cinq nouvelles chansons intitulées Say My Name, Places, Waiting For This Love, Someone Like You et Torture ont été publiées pour un téléchargement gratuit à travers sa page officielle SoundCloud.
Le 1er juillet 2015 Austin Mahone publie le premier single de son second album studio, Dirty Work sur iTunes.
Le 2 septembre 2015,il dévoile l'audio d'un nouveau single Do it right sur YouTube.
Le 14 septembre 2015, le Texan publie un autre single On Your Way en featuring avec Super Duper Kyle sur SoundCloud. Cette chanson se trouve avoir été écrite en collaboration avec Robert Villanueva.

### Mannequinat
En janvier 2017, il fait partie des milléniaux qui défilent pour Dolce & Gabbana lors de la semaine de la mode automne-hiver de Milan, aux côtés de Juanpa Zurita, Diggy Simmons, Cameron Dallas ou encore Lucky Blue Smith.

## Vie privée
Le 24 novembre 2014, il a été annoncé qu'Austin Mahone s'est séparé de la chanteuse Camila Cabello, ex membre du girl group, Fifth Harmony - qu'il fréquentait depuis plusieurs mois,,.
Après plusieurs mois de rumeurs, la chanteuse et rappeuse Becky G a confirmé, en avril 2015, être en couple avec Austin Mahone,,. En août 2015, d'un commun accord, ils ont décidé de se séparer pour pouvoir se consacrer pleinement à leurs emplois du temps respectifs[réf. souhaitée].

## Filmographie

### Série télévisée
- 2012 - 2013 : Austin Mahone Takeover : Lui-même
- 2013 - 2014 : Mahomie Madness : Lui-même
- 2013 : Big Time Rush : Lui-même, 1 épisode
- 2013 : AwesomenessTV : Lui-même/présentateur
- 2014 : The Millers : Adam jeune
- 2014 : Wild 'N Out (en) : Lui-même (invité)

### Clips vidéos
- 2012: Say Somethin
- 2012: Say You're Just A Friand  (participation de Flo Rida)
- 2013: Heart In My Hand (Live On The Beach)
- 2013: What About Love
- 2013: Banga! Banga!
- 2014: Mmm Yeah (participation de Pitbull)
- 2014: All I Ever Need
- 2014: Shadow
- 2014: Secret
- 2015: Dirty Work
- 2015: Put It On Me (participation de The Gemini)
- 2017: Lady (participation de Pitbull)
- 2017: Perfect Beauty (participation de Bobby Biscayne)
- 2019: Why Don't We
- 2019: Anxious
- 2019: Dancing With Nobody
- 2020: Summer Love
- 2020: You Got Me
- 2020 : Miami (participation de Mario Bautista & Lalo Ebratt)
- 2021 : One Time
- 2021 : Get Gone
- 2022 : My Section (participation de TOMORO)
- 2022 : Sundress
- 2023 : Withdrawal
- 2023 : Kuntry
- 2023 : Cruise
- 2024 : Sooner Or Later
- 2025 : Rearview

## Discographie

### Album
- Dirty Work - The Album (2017)
- A Lone Star Story (2024)

### EPS
- Extended Play (2013)
- The Secret (2014)
- Dirty Work - +Remix (2017)
- Oxygen (2018)
- Magic City (2021)

### Mixtapes
- This Is Not The Album (2015)
- For Me + You (2016)

### Singles
- Say Somethin' (2012)
- Say You're Just A Friend - Feat Flo Rida (2012)
- What About Love (2013)
- Banga! Banga! (2013)
- Mmm Yeah - Feat Pitbull (2014)
- Dirty Work (2015)
- Lady - Feat Pitbull (2017)
- Creatures Of The Night - Feat Hardwell (2017)
- Say Hi - Feat Codeko (2017)
- Hablame Bajito - Feat Abraham Mateo Et 50 Cent (2017)
- So Good (2018)
- Why Don't We (2019)
- Anxious (2019)
- Dancing With Nobody (2019)
- Summer Love (2020)
- You Got Me - Feat Frut (2020)
- Miami - Feat Mario Bautista & Lalo Ebratt (2020)
- Tied Up - Feat Rock Mafia (2021)
- My Section - Feat Tomoro (2022)
- Sundress (2022)
- No Limits - Feat Fueled by 808 & Kid Rock & Jimmie Allen (2023)
- Withdrawal (2023)
- Kuntry (2023)
- Cruise (2023)
- Sooner Or Later (2024)
- Rearview (2025)

### Singles promotionnels
- 11:11 (2012)
- Heart In My Hand (2013)
- U (2014)
- Till I Find You (2014)
- All I Ever Need (2014)
- Shadow (2014)
- Say My Name (2014)
- Shawty Shawty (2014)
- Secret (2014)
- Places (2014)
- Waiting For This Love (2014)
- Someone Like You (2015)
- Torture (2015)
- Do It Right (2015)
- On Your Way (2015)
- Not Far (2015)
- Put It On Me (2015)
- Send It (2016)
- Way Up (2016)
- Perfect Beauty (2017)
- I Dont Believe You (2017)
- Found You (2017)
- Silent Night (2017)
- One time (2021)
- Get Gone (2021)
- Unladylike (2022)

### Participations
- Magik 2.0 - Feat Becky G (2013)

- Joy Ride - Feat Bobby Brackins (2016)
- Deserve Better - Feat Jump Smokers (2016)
- Dedicated - Feat Pitbull & R.Kelly (2017)
- Bad Boyz - Feat Mr. Mauricio & Pitbull & Bobby Biscayne (2017)
- Amor (Remix) - Feat I Am Chino & Chacal & Wisin (2017)
- Lucid - Feat 4B & Abraham Mateo (2020)

## Tournées

### Tête d'affiche
- MTV Artist To Watch Tour (2013 - 2014)
- Austin Mahone : Live on Tour (2014)

### Première partie
- The Red Tour (2013) (Taylor Swift)
- Summer Tour (2013) (Bridgit Mendler)